# Lancer du disque masculin aux Jeux olympiques de 1920
Pour un article plus général, voir Athlétisme aux Jeux olympiques de 1920.
Navigation
Stockholm 1912 Paris 1924
L'épreuve du lancer du disque masculin aux Jeux olympiques de 1920 s'est déroulée les 21 et 22 août 1920 au Stade olympique d'Anvers, en Belgique. Elle est remportée par le Finlandais Elmer Niklander.

## Résultats
Les six meilleurs lanceurs das qualifications participent à la finale.
| Rang               | Athlète                  | Qual.    | Qual. | Finale |
| Rang               | Athlète                  | Distance | Rang  | Finale |
| ------------------ | ------------------------ | -------- | ----- | ------ |
| Médaille d'or      | Elmer Niklander (FIN)    | 44.685   | 1     | 44.685 |
| Médaille d'argent  | Armas Taipale (FIN)      | 44.19    | 2     | 44.19  |
| Médaille de bronze | Gus Pope (USA)           | 42.13    | 3     | 42.13  |
| 4                  | Oscar Zallhagen (SWE)    | 40.16    | 5     | 41.07  |
| 5                  | William Bartlett (USA)   | 40.875   | 4     | 40.875 |
| 6                  | Allan Eriksson (SWE)     | 39.41    | 6     | 39.41  |
|                    |                          |          |       |        |
| 7                  | Valther Jensen (DEN)     | 38.23    |       |        |
| 8                  | Ville Pörhölä (FIN)      | 38.19    |       |        |
| 9                  | Aurelio Lenzi (ITA)      | 37.75    |       |        |
| 10                 | Kenneth Wilson (USA)     | 37.58    |       |        |
| 11                 | André Tison (FRA)        | 37.35    |       |        |
| 12                 | Jonni Myyrä (FIN)        | 37.00    |       |        |
| 13                 | František Hoplíček (TCH) | 36.75    |       |        |
| 14                 | Émile Écuyer (FRA)       | 36.10    |       |        |
| 15                 | Daniel Pierre (FRA)      | 35.53    |       |        |
| 16                 | Arthur Delaender (BEL)   | 32.00    |       |        |
| AC                 | Hans Granfelt (SWE)      |          |       |        |